# David Dasso
David Dasso Hoke (Lima, 25 de febrero de 1891 - Ibd. 19 de mayo de 1952) fue un ingeniero y político peruano. Ministro de Hacienda de 1940 a 1942.

## Biografía
Hijo del italiano Andrea Dasso Colombo y Mary Josephine Hoke Delaney. Hermano de Andrés F. Dasso Hoke.
Cursó la educación primaria en el Colegio Italiano y la secundaria en el Instituto de Lima (actual Colegio Humboldt). Luego estudió en la Escuela Nacional de Ingenieros y posteriormente se graduó en el Instituto de Tecnología de Massachussets (Boston).
De regreso al Perú, ejerció como gerente de la empresa “El Vulcano” (Sociedad de Responsabilidad Limitada), hasta agosto de 1931. De 1932 a 1940 representó a diversas empresas comerciales e industriales. En 1938 fue nombrado vicepresidente de la America Locomotive en Estados Unidos.
En abril de 1940, durante el primer gobierno de Manuel Prado Ugarteche, pasó a formar parte del gabinete ministerial, desempeñando la cartera de Hacienda. Estuvo entre los funcionarios del gobierno sindicados de lucrar con el comercio internacional impulsado por la Segunda Guerra Mundial. Fue denunciado en el Congreso por contribuir a las ganancias excesivas de la compañía importadora de madera de su familia (gracias a los aranceles más bajos para la madera, que él mismo había negociado con Estados Unidos), así como por beneficiarse personalmente, usando un programa de desarrollo gubernamental del carbón y el hierro. Poco después sufrió un ataque al corazón. Se mantuvo al frente de Hacienda hasta agosto de 1942, cuando fue sucedido por Julio East.
Falleció en mayo de 1952, en momentos en que su hermano Andrés F. Dasso ejercía como ministro de Hacienda (Ochenio de Manuel Odría).